# Cleisostoma melanorachis
Cleisostoma melanorachis är en orkidéart som beskrevs av Leonid Vladimirovitj Averjanov och Averyanova. Cleisostoma melanorachis ingår i släktet Cleisostoma och familjen orkidéer.
Artens utbredningsområde är Vietnam. Inga underarter finns listade i Catalogue of Life.